# 로치데일 도시 자치구

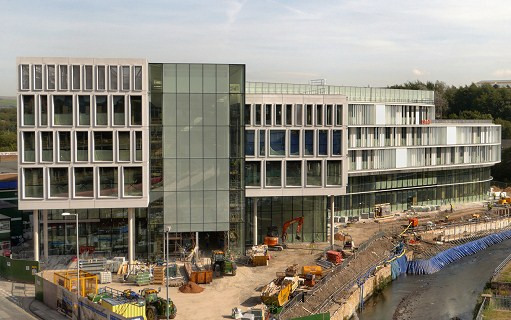
로치데일 시청

로치데일 도시 자치구의 위치

로치데일 도시 자치구(영어: Metropolitan Borough of Rochdale)는 잉글랜드 그레이터맨체스터주에 위치한 도시 자치구로 중심 도시는 로치데일이며 인구는 212,962명(2014년 기준)이다.

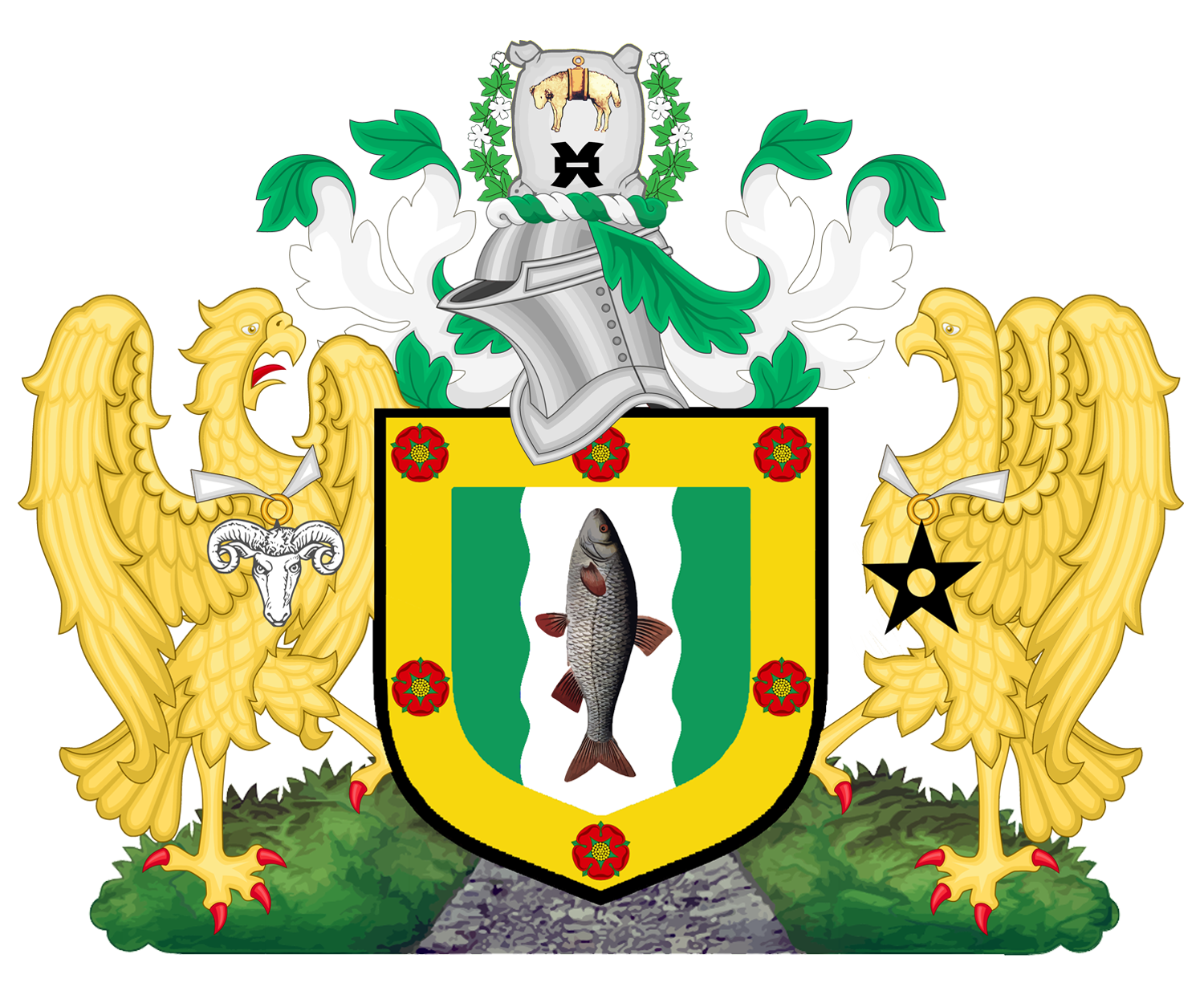
시 문장